# Gau Serimunt

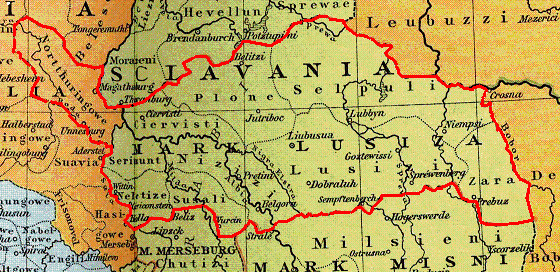
Die Sächsische Ostmark mit dem Gau Serimunt um 1000

Der Gau Serimunt war eine mittelalterliche Gaugrafschaft im heutigen Sachsen-Anhalt. Er stand Anfang des 10. Jahrhunderts unter sorbischer Herrschaft und erstreckte sich zwischen Saale, Mulde, Fuhne und Elbe als östlicher Nachbar des Schwabengaus. 

## Lage

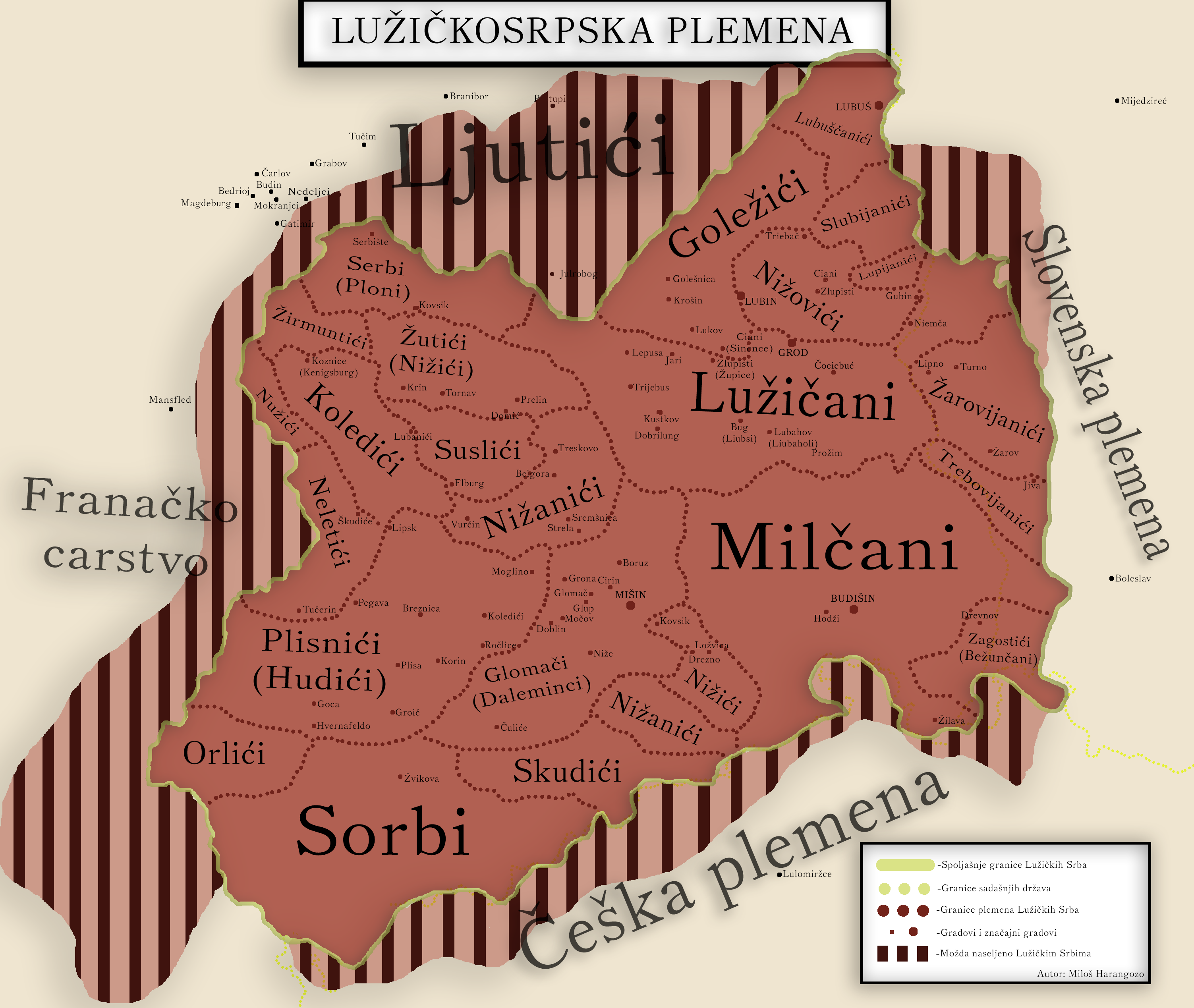
Serimunt in den sorbischen Stämmen

Serimunt lag gegenüber dem Schwabengau am Ostufer der Saale. Die Herrschafts- und Verwaltungsgebiete des 10./11. Jahrhunderts, die Gaue und die in ihnen befindlichen Burgwarde, endeten oft an Flussläufen und an unwegsamen sumpfigen Niederungen oder an undurchdringlichen Waldungen. Das Gebiet östlich der Saale und östlich des Nordthüringgaues gehörte im Norden mit Trabitz und Zudhau teilweise dem Gau Zitizi (auch Zitici) an, der in der Forschung zumeist als Untergau von Serimunt betrachtet wird. Auch der Burgward Budizko (Grimschleben) bildete infolge der starken, dreifachen Burganlage von rund 14 Hektar Größe ursprünglich einen Untergau (pago) mit 30 meist kleineren Ortschaften. 
Die Nordgrenze von Serimunt und Zitizi wurde durch die Elbe gebildet, die Ostgrenze von Serimunt durch die Mulde. Nördlicher Nachbar war der Gau Zerwisti (um Zerbst), östlicher Nachbar der ausgedehnte Gau Nizizi, der sich entlang der Elbe bis Belgern zog.
Im Süden von Serimunt lag der Gau Coledizi (auch Coledici), dessen Zugehörigkeit in der Forschung zu Serimunt umstritten ist. Die Coledizer siedelten nördlich der Fuhne, südlich davon gab es einen weiteren Gau Zitizi um Zörbig.
Während die bereits vorgeschichtliche Siedlungskammer an der Saale sehr dicht besiedelt war, gab es nur wenige Siedlungen an der Mulde und ein sehr großes siedlungsfreies Gebiet dazwischen, sodass Serimunt überwiegend unbewohnt war.

## Geschichte
Bis Mitte des 10. Jahrhunderts wurde das Gebiet durch den Markgrafen Gero erobert und der unmittelbaren Herrschaft König Ottos I. unterstellt. Aus dem Gau Serimunt und dem Schwabengau entwickelte sich unter der Herrschaft der Askanier Anfang des 12. Jahrhunderts das Land Anhalt.

## Grafen
Grafen im Gau Serimunt waren:
- Christian († um 950), 937 Graf im Schwabengau und im Nordthüringgau und 945 Markgraf im Gau Serimunt, aus der Familie der Billunger, Vater des Erzbischofs Gero von Köln (967–976); ⚭ Hidda, Schwester des Markgrafen Gero, der allerdings dort nicht residierte.

- Thietmar I. (Thiemo) († 979), dessen Sohn, Markgraf der Nordmark 965–979, Graf im Schwabengau 944–978, Graf im Gau Serimunt, Markgraf von Merseburg und Meißen; ⚭ Suanehild, Tochter des Herzogs Hermann Billung von Sachsen († 1014)

- Gero II., Sohn Thietmars, Markgraf der Mark Lausitz (* um 970, † 1015); ⚭ Adelheid

- Esiko von Ballenstedt, Graf im Schwabengau und im Gau Serimunt († wohl 1059/1060); ⚭ Mathilde (* wohl 988, † 29. Juli 1031/1032), Tochter des Herzogs Hermann II. von Schwaben, begraben im Dom zu Worms, Witwe von Konrad I. Herzog von Kärnten († 1011) (Salier), und Friedrich II. Herzog von Oberlothringen († 1026 Wigeriche)

## Siedlungen
Im Gau Serimunt lagen nach dem Atlas des Saale- und mittleren Elbegebietes folgende Siedlungen:

### An der Saale
Von Süden:
- Pechlitz (Wüstung südlich von Dröbel) nahe der Fuhnemündung
- Budizko (sorbisch), ostfränkisch Grimschleben (Burgward gegenüber der Bodemündung)
- Wedlitz
- Wispitz
- Trabitz (zum Untergau Zitizi)
- Klein Rosenburg (Burgward nahe der Saalemündung)

### Östlich der Saale
Von Westen:
- Zechelitz (Wüstung an der Fuhne südlich von Dröbel und südlich von Pechlitz)
- Wisegk (Wüstung an der Fuhne südlich von Groß-Poley)
- Prüdau (Wüstung westlich von Pobzig)
- Prederitz (Wüstung südlich von Latdorf)
- Weddegast
- Lazez (Wüstung südöstlich von Wedlitz)
- Zieglitz (Wüstung östlich von Wispitz)
- Pobzig
- Schlobeck (Wüstung zwischen Latdorf und Borgesdorf)
- Cossuwisse (Wüstung südöstlich von Weddegast)
- Biendorf (Bernburg)
- Wohlsdorf
- Ankendorf (Wüstung bei Gramsdorf)
- Repzig (Wüstung nordwestlich von Drosa)
- Molweide (Wüstung östlich von Klein-Paschleben)
- Scharwegk (Wüstung nördlich von Groß-Paschleben)
  - Zudhau (zum Untergau Zitizi)

### An der Mulde
Von Süden:
- Stene (Wüstung südlich von Dessau)
- Burg-Kühnau (Wüstung östlich von Großkühnau)